# 3T (gruppo musicale)
I 3T sono un gruppo musicale statunitense composto dai fratelli Taj (Tariano Adaryll Jackson, nato il 4 agosto 1973), Taryll (Taryll Adren Jackson, nato l'8 agosto 1975) e TJ (Tito Joe Jackson, nato il 16 luglio 1978). Sono i figli di Delores Martes e di Tito Jackson dei The Jacksons, fratello di Michael e Janet Jackson.

## Storia del gruppo

### Primi anni (1989-1994)
Si formarono come gruppo agli inizi degli anni Novanta dopo aver cantato come coristi nella canzone 2300 Jackson Street dall'album omonimo dei Jacksons del 1989. Il nome del gruppo nacque dall'appellativo con il quale la madre era solita chiamarli per radunarli più rapidamente. Il loro primo brano, You Are the Ones, fu realizzato nel 1992 con l'aiuto della madre, che fu la loro prima manager. La canzone fu inserita poi nella miniserie televisiva The Jacksons: An American Dream.
Nel 1993 scrissero Didn't Mean to Hurt You, che fu inserita nella colonna sonora del film Free Willy - Un amico da salvare, seguita da What Will It Take per il sequel Free Willy 2.
Nell'agosto del 1994 la loro madre, Delores “Dee Dee“Martes, divorziata dal padre Tito qualche anno prima, venne trovata morta nella piscina del nuovo compagno. Inizialmente si pensò che l'annegamento fosse stato un incidente, ma in seguito il compagno venne accusato di omicidio di secondo grado.

### Brotherhood(1995-1997)
Ripresisi dal grave lutto, con il padre Tito, loro zio Michael e con l'aiuto di Frank DiLeo, ex manager di Michael Jackson, come nuovi manager e produttori, furono pronti a tornare sulle scene.
Nel 1995 uscì il loro primo album in studio, Brotherhood, prodotto dalla Sony Music e dalla MJJ Music, etichetta di proprietà di loro zio, Michael.
Il primo singolo, Anything, fu pubblicato nell'agosto del '95 e ottenne un buon successo, raggiungendo la numero 1 nella classifica dance europea, la numero 2 nella classifica dei singoli britannica e la numero 15 nella classifica dei singoli di Billboard statunitense, diventando disco d'oro negli Stati Uniti e nel Regno Unito e vendendo oltre due milioni di copie nel mondo. 
Guadagnò anche un disco di platino in Francia e un disco d'oro in altri paesi europei, tra cui Danimarca, Belgio e Norvegia. Divennero dei buoni successi anche i singoli successivi, 24/7, Tease Me e Why, quest'ultima scritta da Babyface e cantata in duetto con loro zio Michael, che raggiunse la prima posizione nel Regno Unito. Ebbe un buon riscontro anche il singolo I Need You del 1996, canzone contenente anch'essa la voce di Michael Jackson, anche se solo nei cori finali. L'ultimo brano estratto da Brotherhood fu Gotta Be You, solo per il mercato europeo, che ebbe però un successo minore rispetto ai precedenti singoli. Seguì un tour in Europa nel 1997, che toccò, tra i vari paesi, Germania, Francia, Paesi Bassi e Italia. L'album diventò disco d'oro nel Regno Unito, Paesi Bassi, Danimarca, Belgio, Tailandia e Filippine, ottenendo il disco di platino in Francia. Dopo l'uscita di Brotherhood, i 3T si classificarono al secondo posto, dietro le Spice Girls, come il gruppo più venduto in Europa.

### Problemi con la casa discografica e progetti minori (1997-2000)
Nel 1997 parteciparono alla colonna sonora del film Men in Black con la canzone Waiting for Love.
Seguì un lungo periodo di pausa a causa di problemi legali dello zio Michael con la Sony/Epic che bloccò automaticamente anche la pubblicazione di un secondo album dei nipoti, successivamente conosciuto dai fan con vari nomi come The Lost Album ("L'album perduto"), Deja Vu o Lessons Learned. Per il disco erano state registrate oltre venti tracce, delle quali dodici sarebbero andate a far parte della scaletta finale, ma rimasero tutte inedite.
Nel 1999 parteciparono alla colonna sonora del film Trippin'  con la canzone Thinkin'.
Il 1º febbraio 2000 fondarono una propria etichetta discografica, la TTT Music. Il primo artista prodotto fu Klaye, con l'album di debutto Klaye Daye, pubblicato nel luglio dello stesso anno e che conteneva delle collaborazioni con gli stessi 3T.

### Identity(2003-2005)
Nel 2002 scadde il loro contratto con la Sony Music cosicché, nell'agosto del 2003, poterono tornare in attività e pubblicarono, con la loro nuova casa discografica TF1 Musique, il singolo Stuck on You, reinterpretazione di un brano di Lionel Richie, che entrò nella top ten in diversi Paesi raggiungendo anche la numero 3 in Canada e nei Paesi Bassi, la numero 4 in Belgio e la 10 in Francia, e diventò il primo singolo estratto dal loro successivo album.
Nel 2004 arrivò così il loro secondo album in studio: Identity, prodotto dall'etichetta francese Silver Star e distribuito dalla Warner Music, dal quale fu estratto anche un secondo e ultimo singolo, Sex Appeal, che non fu però un grande successo segnando il suo picco nella classifica olandese dove raggiunse la posizione 27. Anche l'album non andò bene, riscontrando un discreto successo nuovamente solo in Olanda e in Belgio, mentre fu un flop nel resto del mondo. Il disco vide anche la collaborazione, con il brano Party Tonight, della cugina Stacee Brown, figlia della primogenita dei Jacksons, Rebbie.
Lo stesso anno realizzarono un singolo in duetto con il gruppo brasiliano femminile delle T-Rio, intitolato If You Leave Me Now, reinterpretazione di una canzone dei Chicago, che venne inserita nell'album delle T-Rio.

### Reality Show e concerti-tributo (2007-2015)
Nel 2007 parteciparono al reality show britannico This Is David Gest. L'anno dopo, invece, comparvero nel documentario di Channel 4 The Jacksons Are Coming a Devon, Regno Unito.
Dopo la morte di Michael Jackson, avvenuta il 25 giugno 2009, presero prima parte al memorial pubblico per loro zio, che venne visto da oltre 2 miliardi di persone in tutto il mondo, dove salirono sul palco a fine spettacolo assieme a tutti i loro famigliari, mentre in seguito presero parte ad un altro reality, The Jacksons: A Family Dynasty, dove loro padre Tito cercò di convincerli a rilanciare la loro carriera. Nel 2010, invece, accompagnarono sul palco dei Grammy Awards i loro cugini per ricevere un premio postumo a nome di loro padre Michael e cantarono come coristi nel brano a scopo di beneficenza We Are the World 25 for Haiti.
L'anno dopo si esibirono al concerto-tributo per loro zio, intitolato Michael Forever - The Tribute Concert, tenutosi a Cardiff, interpretando i brani Heartbreak Hotel, Why e, assieme agli altri ospiti, chiusero lo spettacolo con Don't Stop 'til You Get Enough, successo di Michael Jackson.
Nel 2012 Taryll si cimentò nei suoi primi due album da solista: il primo, intitolato My Life without You, era dedicato alla madre scomparsa e uscì il giorno della festa della mamma; il secondo, Undeniable, fu pubblicato il 29 agosto dello stesso anno e fu realizzato in onore dello zio Michael, che in quel giorno avrebbe compiuto 54 anni. Nello stesso periodo al fratello TJ fu dato l'affidamento dei tre figli dello zio deceduto, congiuntamente alla nonna Katherine.
Nel 2013, dopo quasi due anni di assenza dal palco, i 3T arrivarono in Italia per tenere, tra il 5 e l'8 dicembre, quattro concerti di beneficenza a Roma, Milano, Torino e Verona.
Il 21 febbraio 2014 parteciparono al programma della britannica ITV2 The Big Reunion, dove eseguirono i loro successi Anything, Why e I Need You. Il 27 settembre, invece, furono a Rotterdam, Paesi Bassi, con lo spettacolo Back 2 the 90's e nel giugno successivo a Boscoducale per il concerto Foute Party.

### The Jacksons: Next Generation,Chapter IIIe progetti solisti (2015-presente)

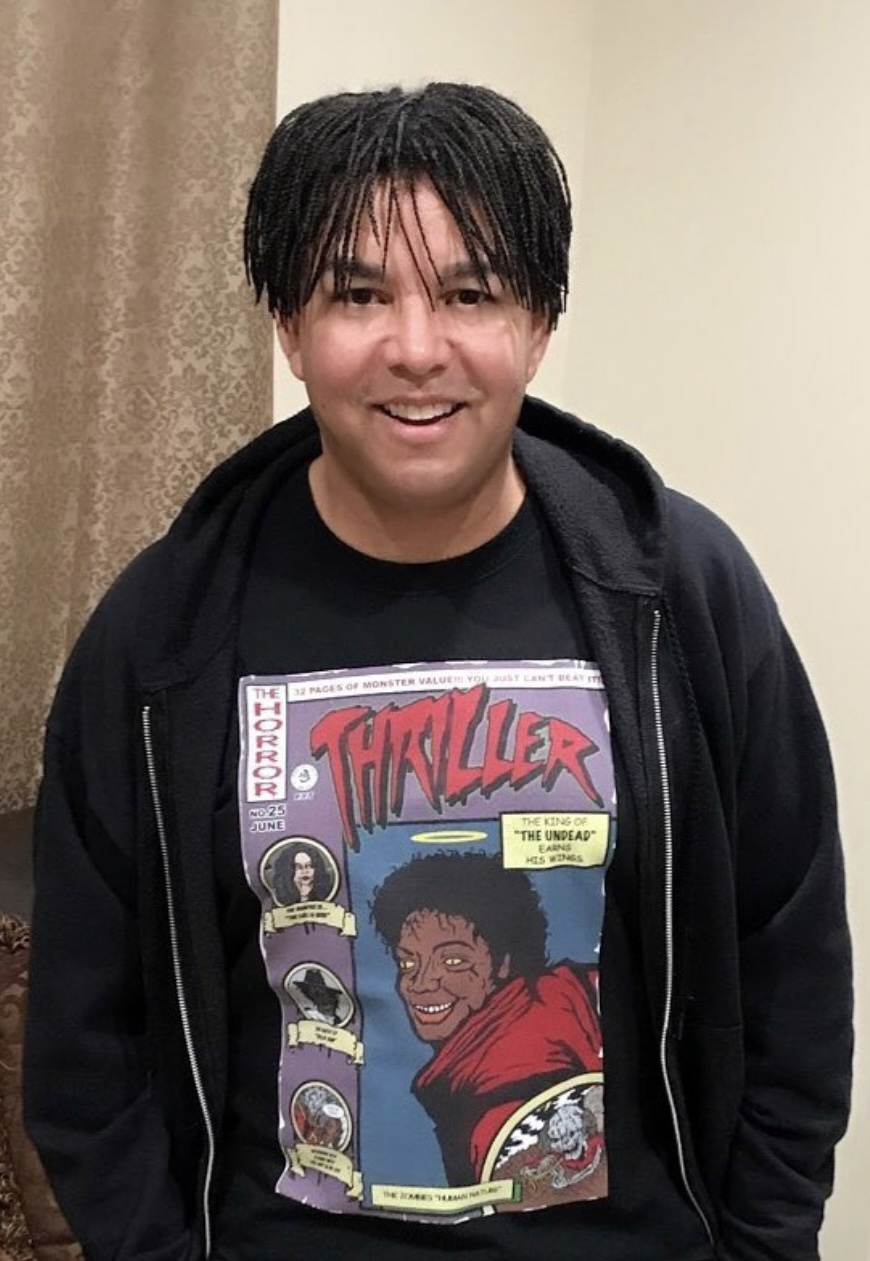
Taj Jackson nel 2021

Nel 2015 furono protagonisti di un reality negli Stati Uniti, The Jacksons: Next Generation, che in ogni episodio narrava le gesta della seconda e della terza generazione dei Jackson, che oltre ai 3T e ai loro figli, riuniva molti dei loro cugini inclusi Prince, Paris e Michael II (detto anche "Blanket" e "Bigi"), figli di Michael Jackson. Alla fine della stagione televisiva i 3T lanciarono il loro terzo album, Chapter III.
Per promuoverlo, il 16 settembre realizzarono a Rotterdam uno spettacolo esclusivo dal nome 3T - Up Close and Personal, che fu descritto dalla critica come più intimo e interattivo rispetto ai loro precedenti. Da quel momento l'album, che fino ad allora era disponibile solo su alcuni mercati, fu distribuito a livello mondiale. Nel 2016 parteciparono al primo album da solista di loro padre, Tito Jackson, intitolato Tito Time. L'11 maggio 2018 fu estratto l'ultimo singolo dal disco Chapter III, Fire, commercializzato in versione digipack, accompagnato da un concerto in Italia il 29 agosto al 5º Michael Jackson Day presso il Teatro Mediterraneo di Napoli e da un secondo al teatro La Cigale di Parigi il 1º settembre. Nel 2019, TJ ha debuttato con il suo primo singolo da solista, intitolato Insomnia, mentre Taryll ha realizzato il suo terzo album solista, Crazy Love. Nel marzo 2020, TJ realizza invece il suo primo album da solista intitolato Obsession seguito a novembre da un ulteriore album chiamato Damaged e, nel 2024, dal progetto MMM. Nello stesso periodo loro fratello Taj si è dedicato alla produzione e alla regia di un documentario sul loro defunto zio, Michael. Il 16 settembre 2024 i tre fratelli sono i primi a confermare, dalle pagine dei loro social, la morte improvvisa di loro padre Tito, sopraggiunta il girono prima per infarto.

## Discografia

### Discografia dei 3T
- 1995 – Brotherhood
- 2004 – Identity
- 2015 – Chapter III

### Singoli
- 1995 – Anything
- 1996 – Tease Me
- 1996 – 24/7
- 1996 – Why (feat. Michael Jackson)
- 1996 – I Need You
- 1997 – Gotta Be You (feat. Herbie Crichlow)
- 2003 – Stuck on You
- 2004 – Sex Appeal
- 2004 – If You Leave Me Now (feat. T-Rio)
- 2015 – The Story of Love
- 2015 – Power of Love
- 2016 – Fire

### Altre partecipazioni
- 1989 - 2300 Jackson Street (brano dei Jacksons) (cori)[50]
- 1992 - You Are the Ones e The Dream Goes on (cori) (nella colonna sonora della serie televisiva The Jacksons: An American Dream)[50]
- 1993 - Didn't Mean to Hurt You (nella colonna sonora del film Free Willy - Un amico da salvare e inserita nel singolo di Why)[50]
- 1995 - What Will It Take (nella colonna sonora del film Free Willy 2 e inserita nei singoli di Anything e Why)[50]
- 1997 - Waiting for Love (nella colonna sonora Men in Black: The Album del film omonimo)[50]
- 1997 - Endless Christmas (nell'album natalizio Superstar Christmas)[50]
- 1999 - Thinkin'  (nella colonna sonora del film Trippin')[50]
- 2010 - We Are the World 25 for Haiti (cori)[50]
- 2016 - We Made It, So Far So Good, Jammer Street, Cruisin' e I Ain't Going Nowhere (cori-featuring vari) (nell'album Tito Time del padre Tito Jackson)[50]

### Discografia da solista di Taryll Jackson
EP

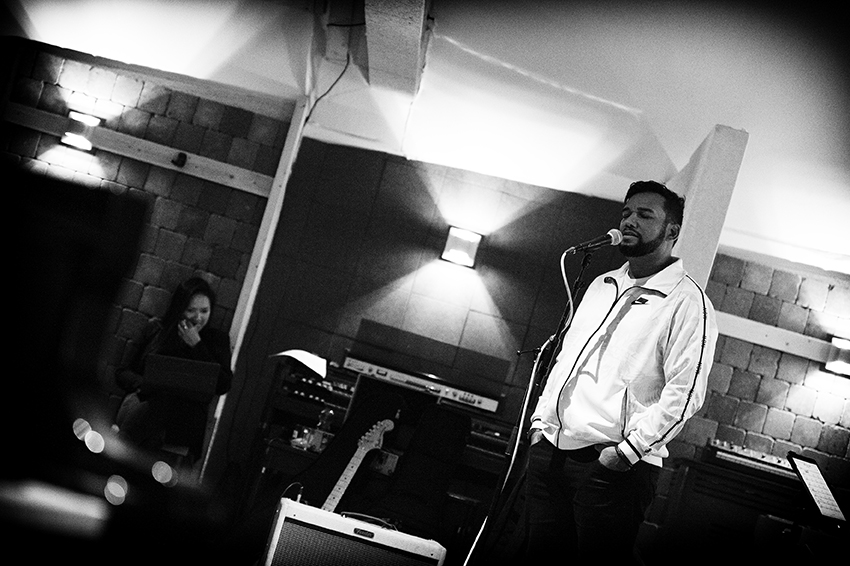
Taryll Jackson in studio di registrazione nel 2019

- 13 maggio 2012 - My Life without You[51]
- 29 agosto 2012 - Undeniable[52]

Album
- 21 aprile 2019 - Crazy Love[45]
- 17 luglio 2020 - Digital 8

Singoli da solista di Taryll Jackson
- 18 febbraio 2020 - The Next Time/Fall in Love
- 8 dicembre 2020 - Make It Right
- 8 gennaio 2021 - She was the One
- 19 aprile 2024 - Happy
- 24 maggio 2024 - Lifetime Lover
- 7 giugno 2024 - I Can't Get Enough
- 12 luglio 2024 - Love Me Back

### Discografia da solista di TJ Jackson
EP
- 20 marzo 2020 - Obsession[46]
- 20 novembre 2020 - Damaged[53]
- 25 novembre 2022 - The Best Gift of Christmas
- 17 novembre 2023 - This Christmas
- 14 febbraio 2025 - Meaning of Love

Album
- 27 maggio 2022 - Acoustic Sessions|1
- 8 marzo 2024 - MMM

Singoli da solista di TJ Jackson
- 6 settembre 2019 - Insomnia[44]
- 15 novembre 2019 - I Don't Deserve This[54]
- 24 gennaio 2020 - I Can't Stand It[55]
- 22 maggio 2020 - Last Night[56]
- 14 agosto 2020 - Senseless Drama[57]
- 26 marzo 2021 - Dream Girl[58]
- 7 maggio 2021 - Secret[47]
- 2 luglio 2021 - A Night To Remember[59]
- 3 settembre 2021 - Mind Games
- 22 ottobre 2021 - Movin' On
- 19 novembre 2021 - Snowed In/Christmas Song
- 31 dicembre 2021 - I Don't Deserve This (Acoustic)
- 11 febbraio 2022 - Dream Girl (Acoustic)
- 8 aprile 2022 - No One (Acoustic)
- 24 giugno 2022 - Heaven on My Lips
- 28 ottobre 2022 - Passion
- 28 aprile 2023 - I Adore You
- 9 giugno 2023 - Saturday Night
- 4 agosto 2023 - You
- 20 ottobre 2023 - I Want You Now (feat. Melanie Pfirrman, Que Parks)
- 16 febbraio 2024 - All Your Fault (feat. Que Parks)
- 12 aprile 2024 - Why Would I Lie?
- 17 maggio 2024 - Just Smile
- 19 luglio 2024 - How We Gonna Do This
- 23 agosto 2024 - If You Only Knew
- 18 ottobre 2024 - Going Down
- 15 novembre 2024 - Interrupt Me
- 17 gennaio 2025 - #1 Fan